# Rubén Concepción Báez
Rubén Concepción Báez (Guaynabo; 24 de diciembre de 1958) es un pastor, misionero y teólogo puertorriqueño que se desempeña como secretario del Movimiento Misionero Mundial desde el 4 de enero de 2014.
Durante su juventud fue obrero en su país natal llegando a ser parte de la junta de oficiales de Puerto Rico. Como docente de teología del Instituto Bíblico Elim innovó nuevas estrategias teológicas a nivel nacional e internacional siendo el principal teólogo en establecer el centro educativo en diferentes naciones que forman parte de la organización evangélica. Concepción es miembro de la junta oficial del Movimiento Misionero Mundial, organización por el cual asumió el cargo de director. En 2014, asumió la secretaria internacional de la organización religiosa. 
A lo largo de su ministerio, Rubén Concepción ha viajado extensamente, llevando el mensaje del evangelio a diversas naciones miembros del Movimiento Misionero Mundial. Su enfoque en la formación teológica y su visión evangelística lo han convertido en una figura clave para la denominación cristiana en su expansión global.

## Biografía

### Primeros años
Nació en Guaynabo, municipio de Puerto Rico. Concepción no fue educado en la iglesia desde pequeño sino hasta su conversión en su etapa adulta.

## Ministerio

### Comienzos
Tras su conversión sirvió durante varios años en su respectivo templo; sin embargo, fue llamado a la obra misionera. El 30 de junio de 1995 inició su ministerio, su intención inicial era predicar el evangelio y avanzando los años formó parte de la Junta Nacional del Movimiento Misionero Mundial en Puerto Rico. Concepción seguiría ministrando en su país siendo más tarde señalado como docente y proyector de las sagradas escrituras en el Instituto Bíblico Elim a nivel nacional e internacional de la obra del Movimiento Misionero Mundial.

### Cargos oficiales y campañas evangelísticas
Concepción organizó una serie de campañas en Puerto Rico a mediados de los años 1990, para los cuales alquilaba locales e incluso se instalaba en las plazas y parques con la intención de predicar el evangelio y buscar el avivamiento en su nación. Dirigió muchas campañas evangelísticas y continuó alquilando parques o calles. Organizaban confraternidades, eventos evangelísticos para la propagación de la organización y un buen establecimiento espiritual dentro de la congregación. Siendo parte de la junta nacional, Concepción fue llamado para predicar en diferentes templos de diferentes regiones del país e incluso llamado en representación de su país para la evangelización en convenciones realizadas en diferentes países a donde el Movimiento Misionero Mundial había alcanzado llegar durante ese tiempo.
Su gran labor en territorio puertorriqueño lo llevó a ocupar el cargo de director de la junta internacional del Movimiento Misionero Mundial a finales de los años 2000. En noviembre de 2008, Rubén Concepción, fue nombrado supervisor interino de Republica Dominicana tras el deceso del pastor puertorriqueño Sinaí Santiago, asumiendo la responsabilidad de dar continuidad a la labor de su predecesor.  En abril de 2009, tras una evaluación favorable de su gestión, los Directores Internacionales lo designaron Supervisor Nacional para el período 2009-2012. Durante su mandato, trabajó en la organización y preparación de la Obra nacional con una visión orientada al futuro. En abril de 2012, se le confirmó para un nuevo período de tres años. Durante esta segunda etapa, se implementó la transmisión de las convenciones a través de los medios, una práctica que se mantiene vigente.
A inicios de 2014, Rubén Concepción fue nombrado como secretario del Movimiento Misionero Mundial en la Convención Nacional en Puerto Rico en el Coliseo Rubén Zayas de la ciudad de Trujillo Alto, junto a él también nombrarían a su compañero Álvaro Garavito con el cargo de Supervisor Misionero en Centroamérica. Tras su nombramiento, Concepción alcanzaría un avivamiento en su territorio natal e infundiría pentecostalismo en sus prédicas, algo demostrado en su participación continua en convenciones nacionales e internacionales.En esta posición, Concepción comenzó a desempeñar un papel clave en la administración global de la organización, supervisando las misiones y el desarrollo de nuevas congregaciones. Bajo su liderazgo, el MMM ha visto un crecimiento significativo, con nuevas iglesias y centros teológicos establecidos en diversas regiones.